# Motocyklowe Grand Prix Katalonii 1998
Motocyklowe Grand Prix Katalonii 1998 – siódma eliminacja Motocyklowych Mistrzostw Świata, rozegrana 18 - 20 września 1998 na torze Circuit de Catalunya w Barcelonie.

## Wyniki 500 cm³
| Legenda oznaczeń w tabelach wyników Wyświetl szablon na nowej stronie | Legenda oznaczeń w tabelach wyników Wyświetl szablon na nowej stronie                                                                     |
| Oznaczenie                                                            | Wyjaśnienie |
| --------------------------------------------------------------------- | --- |
| Złoty                                                                 | Zwycięzca lub mistrzostwo |
| Srebrny                                                               | 2. miejsce lub wicemistrzostwo |
| Brązowy                                                               | 3. miejsce lub II wicemistrzostwo |
| Zielony                                                               | Ukończył, punktował (w klasyfikacji generalnej, gdy zdobył co najmniej jeden punkt na przestrzeni sezonu, poza trzema powyższymi opcjami) |
| Niebieski                                                             | Ukończył, nie punktował (w klasyfikacji generalnej, gdy nie zdobył co najmniej jednego punktu na przestrzeni sezonu)                      |
| Czerwony                                                              | Nie zakwalifikował się (NZ) |
| Czerwony                                                              | Nie prekwalifikował się (NPK) |
| Różowy                                                                | Nie ukończył (NU) |
| Różowy                                                                | Niesklasyfikowany (NS) (w klasyfikacji generalnej, gdy nie został sklasyfikowany w żadnym wyścigu sezonu)                                 |
| Czarny                                                                | Zdyskwalifikowany (DK) |
| Czarny                                                                | Wykluczony (WYK/EX) |
| Biały                                                                 | Nie wystartował (NW) |
| Biały                                                                 | Kontuzjowany (K/INJ) |
| Biały                                                                 | Wyścig odwołany (OD/C) |
| Bez koloru                                                            | Został wycofany (WYC/WD) |
| Bez koloru                                                            | Nie przybył (NP/DNA) |
| Bez koloru                                                            | Nie brał udziału w treningach (NT/DNP) |
| Bez koloru                                                            | Nie został zgłoszony (–) |
| Pogrubienie                                                           | Start z pole position |
| Kursywa                                                               | Najszybsze okrążenie wyścigu |
| †                                                                     | Nie ukończył, ale jego rezultat został zaliczony ze względu na przejechanie więcej niż 90% dystansu wyścigu.                              |
| *                                                                     | Sezon w trakcie |
| 1/2/3                                                                 | Punktowana pozycja w sprincie kwalifikacyjnym                                                                                             |
| Lista systemów punktacji Formuły 1                                    | |

| Pozycja | Motocyklista        | Motocykl  | Czas / Strata   | Punkty |
| ------- | ------------------- | --------- | --------------- | ------ |
| 1       | Mick Doohan         | Honda     | 44:53,264       | 25     |
| 2       | Tadayuki Okada      | Honda     | +1,974          | 20     |
| 3       | Norifumi Abe        | Yamaha    | +8,260          | 16     |
| 4       | Sete Gibernau       | Honda     | +20,865         | 13     |
| 5       | Simon Crafar        | Yamaha    | +22,967         | 11     |
| 6       | Carlos Checa        | Honda     | +24,933         | 10     |
| 7       | Alex Barros         | Honda     | +25,764         | 9      |
| 8       | Régis Laconi        | Yamaha    | +28,571         | 8      |
| 9       | John Kocinski       | Honda     | +41,368         | 7      |
| 10      | Kenny Roberts Jr.   | Modenas   | +41,373         | 6      |
| 11      | Nobuatsu Aoki       | Suzuki    | +48,310         | 5      |
| 12      | Ralf Waldmann       | Modenas   | +50,942         | 4      |
| 13      | Jurgen vd Goorbergh | Honda     | +1:10,545       | 3      |
| 14      | Matt Wait           | Honda     | +1:14,721       | 2      |
| 15      | Scottmart           | Honda     | +1:14,779       | 1      |
| 16      | Paolo Tessari       | Paton     | +1 okr.         |        |
| NS      | Juan Borja          | Honda     | wycofał się     |        |
| NS      | Craig Connell       | Honda     | wycofał się     |        |
| NS      | Jean-Michel Bayle   | Yamaha    | wycofał się     |        |
| NS      | Sébastien Gimbert   | Honda     | wycofał się     |        |
| NS      | Katsuaki Fujiwara   | Suzuki    | wycofał się     |        |
| NS      | Fabio Carpani       | Honda     | wycofał się     |        |
| NS      | Eskiluter           | Muz-Weber | wycofał się     |        |
| NS      | Àlex Crivillé       | Honda     | wycofał się     |        |
| DK      | Max Biaggi          | Honda     | Dyskwalifikacja |        |

## Wyniki 250 cm³
| Pozycja | Motocyklista        | Motocykl  | Czas / Strata | Punkty |
| ------- | ------------------- | --------- | ------------- | ------ |
| 1       | Valentino Rossi     | Aprilia   | 41:48,737     | 25     |
| 2       | Tetsuya Harada      | Aprilia   | +3,922        | 20     |
| 3       | Loris Capirossi     | Aprilia   | +14,048       | 16     |
| 4       | Olivier Jacque      | Honda     | +17,698       | 13     |
| 5       | Tōru Ukawa          | Honda     | +29,855       | 11     |
| 6       | Stefano Perugini    | Honda     | +38,668       | 10     |
| 7       | Haruchika Aoki      | Honda     | +38,701       | 9      |
| 8       | Roberto Rolfo       | TSR-Honda | +38,926       | 8      |
| 9       | Franco Battaini     | Yamaha    | +39,048       | 7      |
| 10      | Takeshi Tsujimura   | Yamaha    | +46,392       | 6      |
| 11      | Jason Vincent       | TSR-Honda | +46,431       | 5      |
| 12      | Luca Boscoscuro     | TSR-Honda | +46,953       | 4      |
| 13      | Noriyasu Numata     | Suzuki    | +49,845       | 3      |
| 14      | Osamu Miyazaki      | Yamaha    | +51,142       | 2      |
| 15      | Johan Stigefelt     | Suzuki    | +1:09,499     | 1      |
| 16      | Luis d’Antin        | Yamaha    | +1:12,604     |        |
| 17      | Yasumasa Hatakeyama | Honda     | +1:18,459     |        |
| 18      | Diego Giugovaz      | Aprilia   | +1:18,836     |        |
| 19      | Matthieu Lagrive    | Honda     | +1:36,751     |        |
| 20      | David Garcia        | Honda     | +1:49,034     |        |
| 21      | Lucas Oliver Bulto  | Honda     | +1 okr.       |        |
| 22      | David Ortega        | Honda     | +1 okr.       |        |
| NS      | Federico Gartner    | Aprilia   | wycofał się   |        |
| NS      | Ivanilva            | Honda     | wycofał się   |        |
| NS      | Jeremy McWilliams   | TSR-Honda | wycofał się   |        |
| NS      | Marcellino Lucchi   | Aprilia   | wycofał się   |        |
| NS      | Davide Bulega       | ERP-Honda | wycofał się   |        |
| NS      | Eustaquio Gavira    | Honda     | wycofał się   |        |
| NS      | Sebastian Porto     | Aprilia   | wycofał się   |        |
| NS      | José Luis Cardoso   | Yamaha    | wycofał się   |        |